# 盧甘斯克州
盧甘斯克州（羅馬化：Luhanska oblast），按照乌克兰语读音譯为盧漢斯克州，是烏克蘭最東部的一個州，和哈爾科夫州、頓內次克州相鄰，與俄羅斯聯邦的別爾哥羅德州、沃羅涅日州及羅斯托夫州接壤。蘇聯時代稱伏罗希洛夫格勒州，烏克蘭獨立後改為今名。面積26,684平方公里，2006年人口2,409,000。顿巴斯战争前首府为盧甘斯克，2014年至2022年间迁至北顿涅茨克，2022年6月25日俄罗斯和卢甘斯克人民共和国占领北顿涅茨克後，目前尚未确定临时首府。

## 历史
9世纪至13世纪，盧甘斯克地區曾經被突厥語族群佔據。1360年代，金帳汗國的首都臨時搬遷至盧甘斯克州地區。15世纪中期以来，由于當時金帐汗国已崩溃，大帐汗国與克里米亚汗国之间為奪取盧甘斯克地區而在當地兵戎相見。17世纪初，说俄语的人開始在盧甘斯克地區定居。1938年6月3日，盧甘斯克州成立。1994年，顿涅茨克州和卢甘斯克州举行全民公决，大约90%的人支持同時將俄语与乌克兰语設為官方語言，不過此次公投結果並沒有得到烏克蘭中央政府的承認。
2014年5月11日，包含来自俄国的人员在内的武装分子占领该地的政府大楼。顿内次克和卢甘斯克俄占当局于12日分別宣布成立「顿涅茨克人民共和國」和「盧甘斯克人民共和國」两个俄国傀儡政权。乌克兰军队曾一度包围了占据卢甘斯克市的俄国武装并攻占城区内的部分据点，但由于俄军正规军于伊洛瓦伊斯克战役中越境参战，对乌克兰武装部队形成夹击之势而被迫退出。
顿巴斯战争期间，俄国扶植的盧甘斯克人民共和國占据盧甘斯克州近半数领土及州府盧甘斯克，乌克兰控制下的盧甘斯克州首府临时迁往北顿涅茨克。2022年俄羅斯入侵烏克蘭後，盧甘斯克州95%的領土被卢甘斯克人民共和国以及俄罗斯佔據。2022年6月24日，烏克蘭軍隊從北頓内次克撤出，烏克蘭在盧甘斯克州的實際控制領土僅剩利西昌斯克。2022年7月2日，俄罗斯方面的部队占领利西昌斯克。7月3日，俄羅斯國防部表示整個盧甘斯克州已被俄方控制。9月10日，烏軍於哈爾科夫反攻中成功收復數千平方公里失土，一些駐守的俄軍撤離。10月1日，烏克蘭軍隊在哈尔科夫大捷后顺势奪回了頓内次克州的利曼。又进一步夺回了更多卢甘斯克州的村庄。目前，乌军正同俄军争夺该州的克雷明纳、斯瓦托韋等城镇。

## 行政区划
2020年7月18日乌克兰行政区划改革后，卢甘斯克州划分为8个区，区下再划分为市镇。但有些领土不在乌克兰政府管辖之下，在俄占地区原有的行政区划可能继续使用。八个区为：
- 阿尔切夫斯克区
- 多夫然斯克区
- 卢甘斯克区
- 罗韦尼基区
- 夏斯季耶区
- 北顿涅茨克区
- 舊比利斯克區
- 斯瓦托韋區

### 2020年之前的行政区划
在2020年乌克兰行政区划改革之前，卢甘斯克州划分为18个区及14个州辖市。2014年顿巴斯战争开始后，一些地区在乌克兰政府的管辖之下，但另外一些地区则被新成立的政权卢甘斯克人民共和国占领。